# Slavne, Orihiv
Slavne (în ucraineană Славне) este un sat în comuna Novotroiițke din raionul Orihiv, regiunea Zaporijjea, Ucraina.

## Demografie
Componența lingvistică a localității Slavne
     Ucraineană (93,98%)
     Rusă (6,02%)
Conform recensământului din 2001, majoritatea populației localității Slavne era vorbitoare de ucraineană (93,98%), existând în minoritate și vorbitori de rusă (6,02%).